# Pod Komorzą
Pod Komorzą – wieś w Polsce, w województwie kujawsko-pomorskim, w powiecie tucholskim, w gminie Tuchola, nad południowym brzegiem jeziora Stobno. Wchodzi w skład sołectwa Stobno.
Do 2023 miejscowość była przysiółkiem wsi Stobno.
W latach 1975–1998 przysiółek administracyjnie należał do województwa bydgoskiego.